# Sorin Cârțu
Sorin Cârțu (* 12. November 1955 in Cornu) ist ein ehemaliger rumänischer Fußballspieler und heutiger -trainer.

## Karriere als Spieler
Nach dem Besuch des Colegiul Național Carol I in Craiova hatte Stürmer Cârțu den größten Erfolg in den Jahren 1981 bis 1983, als er für Universitatea Craiova mit jeweils 19 Toren zweimal zweitbester Saisontorschütze der Divizia A wurde.

## Karriere als Trainer
Zu Beginn der Saison 1988/89 wurde Cârțu als Nachfolger von Gheorghe Constantin Trainer seines Heimatvereins, mit dem er in der Saison 1990/1991 das Double schaffte. Im Sommer 1992 trennten sich die Wege. Im Frühjahr 1993 wurde er als Nachfolger von Marian Bondrea Trainer des Lokalrivalen Electroputere Craiova, der seinerzeit ebenfalls in der Divizia A spielte. Nach der verpassten Qualifikation für den UEFA-Pokal wurde sein Vertrag nicht verlängert.
Nachdem er zum Ende der Spielzeit 1994/95 Rapid Bukarest trainiert hatte, den Verein aber nicht in den UEFA-Pokal führen konnte, kehrte Cârțu zu Beginn der Saison 1995/96 zu Uni Craiova zurück und schaffte die Qualifikation zum UI-Cup. Nach einem durchwachsenen Start in die folgende Spielzeit wurde er schon im August 1996 entlassen.
Von 1998 bis 2002 war Cârțu Trainer des FC Extensiv Craiova, ehe er im Herbst 2002 erneut bei Uni Craiova anheuerte. Nach einer Platzierung im Mittelfeld am Ende der Saison 2002/03 kündigte er seinen Vertrag am 29. September 2003. In der Winterpause 2003/04 wurde er Trainer von Oțelul Galați und führte den Klub ins Pokalfinale, wo er Meister Dinamo Bukarest unterlag und sich dadurch für den UEFA-Pokal qualifizieren konnte. In der Winterpause 2004/05 wechselte er zum FC Argeș Pitești. Nach dem Klassenerhalt 2005 wurde kurz vor Ende der folgenden Spielzeit nach gut einem Jahr wieder entlassen.
Zu Beginn der Saison 2006/07 wurde Cârțu Cheftrainer des FCU Politehnica Timișoara. Nach nur zwölf Spielen trat er im Oktober 2006 zurück und wurde durch Alin Artimon ersetzt. Wenige Wochen verpflichtete ihn Ligakonkurrent FC Național Bukarest, um den Gang in die Divizia B zu vermeiden. Angesichts des drohenden Abstiegs wurde er im April 2007 wieder entlassen. Am 10. Oktober 2007 holte ihn Dacia Mioveni als Nachfolger von Florin Marin, er konnte den Abstieg am Ende der Saison aber nicht vermeiden.
Im September 2008 übernahm Cârțu den Erstligisten Pandurii Târgu Jiu, den er bis Oktober 2009 trainierte, als er von Liviu Ciobotariu abgelöst wurde. Im März 2010 löste er wiederum selbst Ciobotariu ab, wurde allerdings am 12. Mai 2010, zwei Spieltage vor Saisonende, entlassen. Pandurii schaffte den Klassenerhalt, wenn auch nur aufgrund des Zwangsabstiegs von Internațional Curtea de Argeș. Ab dem 12. September 2010 trainierte er den rumänischen Meister CFR Cluj. Weil er am 23. November 2010 bei der Champions-League-Niederlage gegen den FC Basel eine Plexiglasscheibe zertrümmerte, wurde er am 25. November 2010 entlassen. Am 7. März 2011 löste er Marius Lăcătuș als Trainer von Steaua Bukarest ab. Am 5. Mai 2011 trat Cârțu zurück und wurde durch Cosmin Olăroiu ersetzt, mit dem Steaua am 25. Mai 2011 das Endspiel um den rumänischen Pokal gewann. Im Dezember 2011 scheiterte ein Engagement bei dem kasachischen Erstligisten FK Taras an den von Cârțu geforderten Zahlungsmodalitäten.
Am 17. April 2012 wurde Cârțu technischer Ratgeber des Zweitligisten Alro Slatina. Zeitgleich mit ihm wurde sein ehemaliger Mitspieler Mircea Irimescu als Cheftrainer verpflichtet, der jedoch vor dem ersten gemeinsamen Meisterschaftsspiel am 21. April 2012 einen Herzinfarkt erlitt und am 11. Mai 2012 durch Adrian Popescu, einen anderen alten Weggefährten von Universitatea Craiova, ersetzt wurde. Da in der Saison 2011/12 der Aufstieg in die Liga 1 verpasst wurde und Alro danach mit dem Lokalrivalen FC Olt Slatina fusionierte, mussten Cârțu und Popescu den Verein im Juli 2012 verlassen.
Am 9. Oktober 2012 wurde Cârțu Cheftrainer des FC Brașov, er trat nach einem Sieg und drei Niederlagen in der Meisterschaft sowie dem Ausscheiden in der Cupa României 2012/13 am 12. November 2012 jedoch von seinem Amt zurück und übergab die Mannschaft an seinen Vorgänger Adrian Szabo.
Am 22. April 2013 verpflichtete ihn und seine beiden Co-Trainer Mircea Irimescu und Adrian Popescu der abstiegsbedrohte Erstligist CSMS Iași. Das Trainergespann konnte den Klassenerhalt nicht sichern und wurde Anfang Juni 2013 wieder entlassen. Anfang September 2014 wurde er technischer Direktor von CS Universitatea Craiova.

## Erfolge

### Als Spieler
- Rumänischer Meister: 1974, 1980, 1981
- Rumänischer Pokalsieger: 1977, 1978, 1981, 1983
- Halbfinale im UEFA-Pokal: 1983

### Als Trainer
- Rumänischer Meister: 1991
- Rumänischer Pokalsieger: 1991